# 曹彬 (企业家)
曹彬（1971年5月—），中华人民共和国企业家。
毕业于美国西雅图城市大学，获金融硕士。2002年12月至2006年5月，任中瑞华恒信会计师事务所高级经理；2006年6月至2008年12月，任东北证券股份有限公司投行部总经理、董事。2009年1月后，任瑞华会计师事务所合伙人。2015年，还担任乐视网的独立董事。